# Sultanaat Rafai
Het sultanaat Rafai was een Bandia-Zandekoninkrijk in Midden-Afrika. Volgens de overlevering werd het koninkrijk rond het jaar 1800 door Kassanga opgericht als een Bandia koninkrijk aan de rivier de Chinko. Kassanga was mogelijk een krijgsheer of een banneling met een groot gevolg. Rond 1875 werd het koninkrijk een sultanaat dat Rafai genoemd wordt, naar de naam van de eerste sultan. Door de opkomst van de Mahdistenstaat werd het sultanaat in de jaren 1880 steeds verder verdrongen naar het zuiden en kwam het te liggen aan de rivier Mbomou, rond de huidige stad Rafaï in de Centraal-Afrikaanse Republiek.
In 1892 sloot de sultan van Rafai een overeenkomst met koning Leopold II van België. Van 8 april 1892 tot 31 maart 1909 was het gebied, net als de sultanaten Bangassou en Zemio, een protectoraat van Leopolds eigen kolonie Congo-Vrijstaat. In 1909 werd Rafai overgedragen aan de Fransen en bij hun kolonie Midden-Congo gevoegd. Nu maakt het deel uit van de prefectuur Mbomou van de Centraal-Afrikaanse Republiek.